# Cinara brauni
Cinara brauni är en insektsart som beskrevs av Carl Julius Bernhard Börner 1940. Enligt Catalogue of Life ingår Cinara brauni i släktet Cinara och familjen långrörsbladlöss, men enligt Dyntaxa är tillhörigheten istället släktet Cinara och familjen barkbladlöss. Arten är reproducerande i Sverige. Inga underarter finns listade i Catalogue of Life.